# Хаммерих, Петер Фредерик Адольф
Петер Фредерик Адольф Хаммерих (дат. Peter Frederik Adolph Hammerich; 8 августа 1809, Копенгаген — 9 февраля 1877) — датский историк. Брат Мартина Хаммериха, отец Ангула Хаммериха и Асгера Хамерика.

## Биография
Окончил богословский факультет Копенгагенского университета, в 1834—1838 гг. жил в Италии. Во время Первой Шлезвигской войны (1848) был военным священником, оставил воспоминания об этом. В 1845—1858 гг. служил капелланом в копенгагенской церкви Святой Троицы, затем профессор истории церкви.
Автор исторических трудов «Дания во времена Северного союза» (дат. Danmark under de nordiske Riges Forening; 1849—1854) и «Дания во времена аристократии. 1523—1660» (дат. Danmark under adelsvælden (1523-1660.); 1854—1860), а также трёхтомной «Истории христианской церкви» (дат. Den kristne Kirkes Historie; 1868—1871), доведённой до 1814 г.